# Daniel Bernard (écrivain)
Pour les articles homonymes, voir Daniel Bernard et Bernard.
Daniel Bernard, né le 14 avril 1842 à Bordeaux, décédé le 20 juin 1883 à Paris, est un bibliographe, romancier, poète et auteur dramatique français.

## Biographie
Il fait des études à l'École impériale des chartes où une thèse intitulée Essai sur la vie et les œuvres d'Alain Chartier (1866) lui permet d'obtenir le diplôme d'archiviste paléographe.
Il devient bibliothécaire à la Bibliothèque de l'Arsenal, critique dramatique du journal L'Union, et l'éditeur de la correspondance de Hector Berlioz.

## Œuvres
- 1865 : Les Virelais (poésies) en ligne
- 1873 : Le Voyage interrompu (comédie en 1 acte, en vers)
- 1881 : Un Drame à Naples
- 1886 : La Chasse au phénix
- 1887 : Le Chien de Jean de Nivelle